# Hans von Funck
Hans Emil Richard baron von Funck (23 décembre 1891 à Aix-la-Chapelle – 14 février 1979 à Viersen) est un General der Panzertruppen allemand qui a servi au sein de la Heer dans la Wehrmacht pendant la Seconde Guerre mondiale.
Il a été récipiendaire de la croix de chevalier de la croix de fer avec feuilles de chêne, attribuée pour récompenser un acte d'une extrême bravoure sur le champ de bataille ou un commandement militaire avec succès.

## Biographie
Hans von Funck est le fils du président du district de Köslin Paul Johannes von Funck (de) et de son épouse Marie, née von Lützow (de). Il étudie dans une école secondaire à Koszalin. De Pâques 1911 jusqu'à l'été 1914, il étudie le droit à Greifswald et à Fribourg.
Le 2 août 1914, il rejoint le 2e régiment de dragons (pl) comme élève-officier et, le 18 juin 1915, il a commandé en tant que lieutenant. Le 6 novembre 1915 à Göttingen, il se marie et pendant la Première Guerre mondiale, il reçoit la croix de fer 1re et 2e classe.
Il est maintenu dans la Reichswehr après la guerre et en 1923, il est promu Oberleutnant. À partir de 1926 il travaille dans le ministère de la Reichswehr dans la division formation de l'armée (T4). Le 1er juillet 1933, il est nommé adjudant du chef de l'armée et l'année suivante, major à l'état-major général.
En 1936, il sert pendant la guerre civile espagnole en tant que chef de l'armée nationale allemande en Espagne. Il est également l'attaché militaire au siège du gouvernement national en Espagne. Au début de 1939, il est nommé attaché militaire à l'ambassade d'Allemagne à Lisbonne.
En 1939, il est promu Oberst et dans la même année, il divorce. En 1940, il épouse en secondes noces Maria baronne von Mirbach. En 1940, il est nommé commandant de la 3e brigade de Panzer et en 1941, il est promu Generalmajor et prend le commandement de la 7e division blindée comme le successeur d'Erwin Rommel au centre et sud du Front de l'Est. Le 15 juillet 1941, il reçoit la croix de chevalier de la croix de fer, en reconnaissance de ses actions à Vilnius et à Bialystok-Minsk-Wjasna. Pour son rôle dans les opérations dans les bassins du Don et du Donetz, le 14 mars 1943, il est décoré de la croix allemande en or et le 1er février 1944, il est promu General der Panzertruppen et commandant du XXXXVII. Panzerkorps, d'abord sur le Front de l'Est et plus tard sur le front occidental. 
Le 3 août Kluge prépare la bataille de Mortain. Ainsi, Il place Funck à la tête de 4 divisions de Panzer. 
Le 4 septembre 1944, il est déplacé dans la réserve de l'Oberkommando des Heeres (OKH).
D'août 1945 à 1955, Funck est prisonnier de guerre en URSS.

## Décorations
- Croix de fer (1914)
  - 2e classe (12 juin 1915)
  - 1re classe  (2 décembre 1917)
- Croix hanséatique de Hambourg
- Insigne des blessés (1914)
  - en noir
  - en argent
- Croix d'honneur 1934
- Médaille de la campagne 1936-1939 (Espagne)
- Médaille militaire espagnole
- Croix d'Espagne en or avec glaives
- Agrafe de la croix de fer (1939)
  - 2e classe (15 mai 1940)
  - 1re classe  (29 mai 1940)
- Insigne de combat des blindés en argent
- Médaille du Front de l'Est
- Croix allemande en or (14 mars 1943)
- Croix de chevalier de la croix de fer avec feuilles de chêne
  - Croix de chevalier le 15 juillet 1941[2]
  - Feuilles de chêne le 22 août 1943[2]